# Deerfield Texaco Service Station
Die Deerfield Texaco Service Station ist eine ehemalige Tankstelle und ein Baudenkmal in Deerfield im Kearny County, Kansas.
Die Tankstelle wurde im Jahr 1923 für die Service Oil Company of Deerfield als ein einstöckiges, traufständiges Gebäude mit einem Raum und Satteldach gebaut. Die 7,30 m lange Traufseite des Gebäudes weist einen integrierten Dachgiebel sowie einen aus Ziegelstein gemauerten Schornstein auf. Die nach Osten und Westen blickenden Giebelseiten des Gebäudes sind 4,20 m lang. Zur damaligen Zeit war es üblich, Tankstellen vom Baustil her an die Umgebung anzupassen und in einer Form zu gestalten, die an Hütten oder Ställe erinnert. Im Falle der Deerfield Texaco Service Station führte das zu einer Ausführung im Stile des Tudor Revival.
Am 27. Juni 2007 wurde die Deerfield Texaco Service Station in das National Register of Historic Places eingetragen.